# IKONOS
IKONOS war ein kommerzieller Erdbeobachtungssatellit, den zuletzt die Firma DigitalGlobe betrieb. Die Mission begann am 24. September 1999 und endete am 31. März 2015.

## Umlaufbahn
Der Satellit umkreiste die Erde in ca. 680 km Höhe 14-mal täglich mit einer Bahnneigung von 98,1°. Er befand sich somit in einer sonnensynchronen Umlaufbahn und überfliegt den Äquator bei jedem Umlauf um 10:30 Uhr lokaler solarer Zeit.

## Bildaufnahme
Die hochauflösenden Kameras nahmen sowohl Graustufenbilder auf als auch multispektrale Bilder (Farbbilder) mit vier Kanälen: Blau, Grün, Rot und Infrarot. Die Genauigkeit betrug bei den Graustufenbildern bis zu 82 cm, bei den multispektralenen Bilder bis zu 3,28 Meter.
| Kanal              | Graustufen   | Multispektral  |
| ------------------ | ------------ | -------------- |
| 1 (Blau)           | 0,45–0,90 µm | 0,445–0,516 µm |
| 2 (Grün)           | *            | 0,506–0,595 µm |
| 3 (Rot)            | *            | 0,632–0,698 µm |
| 4 (Nahes Infrarot) | *            | 0,757–0,853 µm |

Jedes Bild bildete eine Fläche von mindestens 11 km × 11 km mit einer Auflösung von bis zu 82 cm ab. Es konnten auch Streifen von 11 km Breite und vielen hundert km Länge aufgenommen werden. Eine Besonderheit des Ikonos-Satelliten war seine hohe Agilität, die es zusätzlich ermöglichte, mehrere kürzere, 11 km breite Bildstreifen nebeneinander aufzunehmen, so dass auch Flächen von z. B. 60 km × 60 km in einem Überflug aufgenommen werden konnten.
Die interne Speicherkapazität des Satelliten betrug 64 GB. Um die Datenübertragung zu den Bodenstationen zu beschleunigen, wurden die 11-Bit-Daten komprimiert und anschließend mit 320 Mbps übertragen.

## Geschichte
Der IKONOS-Satellit wurde von Lockheed Martin gebaut, ursprünglich unter der Bezeichnung Commercial Remote Sensing System (CRSS). Die Kommunikationssysteme, die Bildverarbeitung und die Bedienungselemente wurden von Raytheon, die Digitalkamera von Eastman Kodak beigesteuert. Das Partnerunternehmen Space Imaging änderte den Namen des Satelliten noch vor dem Start in IKONOS, angelehnt an das griechische Wort eikōn, das „Bild“ bedeutet (vgl. Ikone).
IKONOS-1 startete am 27. April 1999, ging aber schon beim Start verloren. Der baugleiche Satellit IKONOS-2 sollte ursprünglich im Jahr 2000 starten. Nach dem Fehlschlag von IKONOS-1 wurde IKONOS-2 in IKONOS umbenannt und schließlich am 24. September 1999 erfolgreich in seine Umlaufbahn befördert. Der Start erfolgte jeweils mit einer Athena-2-Rakete vom Startkomplex 6 der Vandenberg Air Force Base in Kalifornien.
Betreiber war zunächst die Firma Space Imaging. 2002 übernahm das Tochterunternehmen European Space Imaging mit Sitz in München den Vertrieb der Aufnahmen für Europa, mit Beteiligung von Space Imaging Middle East LLC in Dubai. Ab 2006 war der Betreiber GeoEye und ab 2013 DigitalGlobe.